# Heimatortsgemeinschaft
Eine Heimatortsgemeinschaft (kurz HOG, auch Heimatkreis oder Heimatgruppe) bezeichnet einen Zusammenschluss von in der Regel ethnisch deutschen Flüchtlingen, Vertriebenen oder Aussiedlern und Spätaussiedlern eines meist in Ost- oder Südosteuropa gelegenen Heimatortes. Die Benennung einzelner Gruppen ist nicht einheitlich gestaltet, darüber hinaus existieren Bezeichnungen wie Heimatkreisvereinigung oder -gemeinschaft, Heimatgemeinde, Bundesheimatgruppe, Gruppe ehemaliger [+ Name des Ortes], Arbeitsgemeinschaft der Heimatvertriebenen aus [+ Name des Ortes] und andere.

## Begriffsbestimmung
Die Bezeichnung Heimatgruppe entstand wahrscheinlich im Zusammenhang mit der Heimatbewegung Ende des 19. Jahrhunderts zur Betitelung lokaler Zusammenschlüsse innerhalb der Heimatvereine. Diese Verbände hatten die Bewahrung beziehungsweise die Wiederherstellung materieller und immaterieller kultureller Überlieferungen wie Denkmale, Geschichten, Brauchtum und Ähnliches sowie die Erhaltung natürlicher Ressourcen wie Flora, Fauna und Landschaft ihrer engeren sozialen und räumlichen Umwelt zum Ziel.
Heimatortsgemeinschaften sind in Deutschland größtenteils als Eingetragene Vereine organisiert. Im Vereinsnamen folgt dem Begriff typischerweise der Name des Heimatorts respektive der größeren regionalen Einheit, so beispielsweise Heimatortsgemeinschaft Neubeschenowa in der Landsmannschaft der Banater Schwaben e. V. oder Heimatgruppe Grafschaft Glatz e. V.
Heimatgruppen mit Ortsbezug sind häufig Untergliederungen so genannter Heimatkreise, die im Bezug zu den ehemaligen Verwaltungseinheiten der Kreise der Region der Herkunft (Heimatlandschaften) stehen, so etwa der Heimatkreis Braunau / Sudetenland e. V.
Heimatortsgemeinschaften, Heimatgruppen und Heimatkreise bestehen (teilweise eigenständig und unabhängig von den Landsmannschaften) größtenteils in Deutschland und Österreich, aber auch im sonstigen Ausland, in dem sich Vertriebene nach dem Zweiten Weltkrieg niederließen beziehungsweise mit bereits davor emigrierten „Landsleuten“ zusammenschlossen (so zum Beispiel in Frankreich, den Vereinigten Staaten von Amerika, Kanada) oder dort ähnliche Vereinigungen etablierten. Einige Volksgruppen verfügten bereits über vergleichbare Vereinigungen in den Ländern und Regionen der Zuwanderung, die sie nach 1945 vielfach als Anlaufstelle nutzen konnten, so zum Beispiel die Oberschlesier im Ruhrgebiet oder die Egerländer in Westdeutschland mit ihren zahlreichen Eghalanda Gmoin.
Die Heimatortsgemeinschaften verfolgen das Ziel der Aufrechterhaltung des Kontakts zwischen den ehemaligen Ortsbewohnern und die Pflege der Erinnerung an den Heimatort respektive an die Heimatgemeinde, wozu sie in erster Linie periodisch Heimattreffen ausrichten. Hinzu kommt die Herausgabe von Heimatzeitungen, Heimatbriefen oder Heimatbüchern samt Internetpräsenz, gelegentlich die Einrichtung und der Betrieb von Heimatstuben sowie Gesellschaftsreisen in die ehemaligen Heimatorte.

## Geschichte
Heimatortsgemeinschaften und analoge Vereinigungen als Zusammenschlüsse zu Selbsthilfegruppen zur Identitätsbewahrung bestanden als soziokulturelles Phänomen zahlreicher Einwanderungsgruppen außerhalb geschlossener Ansiedlungen bereits im 19. Jahrhundert, so auch in Ländern außerhalb Europas.
In den westlichen Besatzungszonen und später in der Bundesrepublik Deutschland entfalteten sich nach 1945 Vereinigungen von Flüchtlingen und Vertriebenen, besonders nach der Aufhebung des Vereinigungsverbots 1948, darunter auch erste Heimatortsgemeinschaften bzw. deren informelle Vorgänger. Ihre Aufgabe bestand in vielen Fällen vorerst in der Katalogisierung und Weitergabe von Adressen vormaliger Heimatortsbewohner in sogenannten Heimatortskarteien, jedoch entwickelten sich hieraus bald in zunehmendem Maß vereinsmäßige und kulturelle Aktivitäten, die in der Deutschen Demokratischen Republik durch das dort weiterbestehende Vereinigungsverbot jedoch verhindert wurden.

## Forschung
Heinke M. Kalinke von der Carl von Ossietzky Universität Oldenburg führte 2012 aus, dass sich die frühe Flüchtlings- und Vertriebenenforschung der Bundesrepublik Deutschland mit strukturellen und inhaltlichen Elementen sowie mit den soziologisch-funktionalen Aspekten der Vertriebenenorganisationen auseinandergesetzt hätte. Die jüngere Forschung hingegen berücksichtige Heimatgruppen nur unzureichend; lediglich vereinzelt würden sie bei der Analyse einzelner Phänomene (zum Beispiel in Heimatchroniken) als Akteure auf lokaler Ebene oder als Vorläufer landsmannschaftlicher Zusammenschlüsse genannt werden.
Ein Überblick über ihre Gesamtheit, Untersuchungen zu Funktionen, Organisationsformen, Satzungen, Mitgliederstruktur usw. und deren Veränderungen seit Ende der 1940er Jahre läge bislang nicht vor. Lediglich Zusammenschlüsse einzelner Heimatgruppen wie der Pommersche Kreis- und Städtetag hätten Selbstdarstellungen ihrer Untergliederungen vorgelegt. Einen systematischen Überblick über bestehende Heimatgruppen veröffentlichte 1989 der Historiker Wolfgang Kessler im Auftrag der Stiftung Ostdeutscher Kulturrat.